# Вільновідпущеник
Вільновідпу́щеник (лат. libertini) — відпущений на волю раб. Вільновідпущенику надавався такий же правовий статус, що й особі, яка подарувала йому волю, а також ім'я цієї особи.
Хоча вільновідпущеники були вільними, їх правоздатність була обмежена. Це стосувалося правовідносин із патроном (попереднім господарем): вільновідпущеник не поривав повністю зв'язки з патроном і мав поважати його, надавати йому різні послуги і матеріальну допомогу. Порушення могло призвести навіть до повернення до статусу раба. Якщо самотня звільнена з рабства особа помирала, не залишивши по собі заповіту, то її майно переходило до патрона. Інші обмеження стосувалися неможливості служити в римських легіонах та втрати права у І столітті брати участь у роботі народних зборів і голосувати.

## Форми вільновідпущенитства
У різних країнах ступінь свободи відпущених на волю рабів була різна:
- у німецьких племен і у «варварських» державах звичайним типом звільнення ставав відпуск рабів із збереженням їх особистої залежності від колишнього пана.

- у Стародавній Греції при звільненні раби не отримували прав громадянства, вони ставали метеками під патронатом колишнього пана.

- в Стародавньому Римі, де інститут вільновідпущених набув найбільшого поширення, раби, відпущені з дотриманням законних формальностей, отримували родове ім'я колишнього пана і ставали римськими громадянами, але без права відправляти магістратури і служити в армії. Раб, який викупив на свободу, зобов'язаний був виявляти до патрона «шанобливість», заповідати йому частину (1/3-1/2) свого майна тощо. Раб, звільнений «по милості пана», повинен був, крім того, частину часу працювати на патрона або виплачувати йому частку свого заробітку.

Експлуатація вільновідпущеників була нерідко вигідніше експлуатації рабів, і число вільновідпущеників все зростала (особливо в пізню епоху — у Візантії). Іноді вільновідпущеникам давали ділянку землі, майстерню, лавку, частку доходу з яких він вносив патрону. Часто вільновідпущеники були довіреними агентами своїх патронів. Вони складали особливий стан, який, однак, не був однорідним. Деякі вільновідпущеники були дуже багаті. З їх числа вербувалися члени жрецької колегії Севірів-августалів, обслуговували імператорський культ. Більшість же вільновідпущеників зливалася з вільною біднотою, дрібними ремісниками, колонами.
- особливу роль у Стародавньому Римі грали імператорські вільновідпущеники, що складали нижчий і почасти середній персонал бюрократичного апарату імперії і що мали іноді величезний вплив (Светоній перераховує всіх вільновідпущеників Клавдія, що фактично правили від його імені; називає він і впливових осіб при інших імператорах з числа вільновідпущеників).

Збагатілі вільновідпущеники висміювалися Петронієм в його «Сатириконі».

## Видатні вільновідпущеники
Марк Туллій Тірон